# Barbie Dreamhouse Adventures
Barbie Dreamhouse Adventures (también llamado Barbie: Dreamhouse Adventures o Dreamhouse Adventures) y Barbie Dreamhouse Adventures: GO team Roberts!  es una nueva serie de películas de Mattel, propietaria de Barbie, para complementar la nueva serie de Barbie: Dreamtopia.
La serie está dirigida a niños de 5 a 11 años y se centra en Barbie y sus hermanas: Skipper, Stacie y Chelsea.

## Antecedentes
Según el director de contenido de la corporación, (CCO), Catherine Balsam Schwaber, la serie fue en respuesta a los niños que querían saber más sobre el personaje icónico y sus hermanas (y quizás Ken).

## Transmisión
La serie fue estrenada el 3 de mayo de 2018.
La serie es original de Netflix y los primeros 8 episodios estuvieron disponibles hasta el 28 de junio.
La serie empezó a transmitirse en YTV en Canadá el 22 de junio de 2018.
Se estrenó en Tiny Pop en el Reino Unido el 22 de octubre de 2018.
En Latinoamérica la serie se estrenó el 9 de junio de 2018 en Cartoon Network, y el 21 de junio de 2018 en Boomerang.

## Personajes
- America Young como Barbie Roberts.

- Kirsten Day como Skipper Roberts.

- Cassandra Morris como Stacie Roberts.

- Cassidy Naber como Chelsea Roberts.

- Ritesh Rajan como Ken Carson (vecino de al lado desde que se mudó a Malibu desde Wisconsin).

- Lisa Fuson como Margaret Roberts (mamá de Barbie) y Poppy Reardon (Vecina de Barbie).

- Greg Chun como George Roberts.

- Desirae Whitfield como Nikki.

- Christina Milizia como Teresa.

- Stephanie Sheh como Renee.

- Emma Galvin como Daisy.

- Johnny Yong Bosch como Whittaker Reardon (esposo de Poppy).

- Eamonn Brennan como Trey Reardon (hijo único de Poppy y Whittaker).

### Otros
- Anna Paula Gonzales Alvarez como la bff de Barbie
- Tara Sands como Dreamhouse.

- Kirsten Day como Ben, Teléfono de Teresa, y Tammy.

- Benjamin Diskin como Greg.

- Rhomeyn Johnson como Johnny Bee.

- Cassidy Naber como Joven Barbie.

- Charilie Diecker como Jonny.

- Cristina Milizia como Bebé Bonnie.

- Johnny Yong Bosch como Sr. Guerrero.

## Episodios Barbie Dreamhouse Adventures
| Temporada | Temporada | Temporada | Episodios | Estados Unidos           | Estados Unidos           | Latinoamérica           | Latinoamérica           | España               | España                |
| Temporada | Temporada | Temporada | Episodios | Inicio                   | Final                    | Inicio                  | Final                   | Inicio               | Final                 |
| --------- | --------- | --------- | --------- | ------------------------ | ------------------------ | ----------------------- | ----------------------- | -------------------- | --------------------- |
|           | 1         | 1         | 8         | 3 de mayo de 2018        | 3 de mayo de 2018        | 9 de junio de 2018      | 21 de julio de 2018     | 5 de octubre de 2019 | 27 de octubre de 2019 |
|           | 2         | 2         | 8         | 12 de septiembre de 2018 | 12 de septiembre de 2018 | 1 de septiembre de 2018 | 25 de noviembre de 2018 | —                    | —                     |
|           | 3         | 3         | 10        | 14 de febrero de 2019    | 14 de febrero de 2019    | 2 de enero de 2019      | 4 de marzo de 2019      | —                    | —                     |

## Barbie Dreamhouse Adventures: Go Team Roberts!
| Temporada | Temporada | Temporada | Episodios | Estados Unidos         | Estados Unidos         | Latinoamérica     | Latinoamérica | España            | España |
| Temporada | Temporada | Temporada | Episodios | Inicio                 | Final                  | Inicio            | Final         | Inicio            | Final  |
| --------- | --------- | --------- | --------- | ---------------------- | ---------------------- | ----------------- | ------------- | ----------------- | ------ |
|           | 4         | 4         | 13        | 1 de noviembre de 2019 | 1 de noviembre de 2019 | 3 de mayo de 2020 | —             | 3 de mayo de 2020 | —      |
|           | 5         | 5         | 13        | 19 de enero de 2020    | 12 de abril de 2020    | 3 de mayo de 2020 | —             | 3 de mayo de 2020 | —      |

### Temporada 1: 2018
| N° (serie) | N° (temp.) | Título                                                                 | Emisión original  | Emisión en Hispanoamérica | Emisión en España     |
| --- | ---------- | ---------------------------------------------------------------------- | ----------------- | ------------------------- | --------------------- |
| 1 | 1          | «Bienvenidos a la casa de los sueños (LA)» «Welcome to the Dreamhouse» | 3 de mayo de 2018 | 30 de junio de 2018       | 5 de octubre de 2019  |
| El día de Barbie comienza de forma maravillosa hasta que los acontecimientos espeluznantes hacen que la nueva casa de la familia parezca embrujada.    |            |                                                                        |                   |                           |                       |
| 2 | 2          | «La casita de juegos (LA)» «Clubhouse (Remix)»                         | 3 de mayo de 2018 | 7 de julio de 2018        | 6 de octubre de 2019  |
| Barbie y sus amigas intentan encontrar el regalo perfecto para el cumpleaños de Chelsea, y terminan envueltos en una aventura maloliente.              |            |                                                                        |                   |                           |                       |
| 3 | 3          | «Guerra pastelera (LA)» «Nobody's Cupcake»                             | 3 de mayo de 2018 | 16 de junio de 2018       | 12 de octubre de 2019 |
| Barbie compite en un programa de repostería contra una astuta influencer de las redes sociales.                                                        |            |                                                                        |                   |                           |                       |
| 4 | 4          | «La gran aventura de pioneros (LA)» «The Great Pioneer Adventure»      | 3 de mayo de 2018 | 9 de junio de 2018        | 13 de octubre de 2019 |
| Toda la familia acepta el desafío de papá de dejar la tecnología y pasar un fin de semana divertido viviendo como pioneros en su propio patio trasero. |            |                                                                        |                   |                           |                       |
| 5 | 5          | «Una niña niñera (LA)» «Baby Sister Babysitter»                        | 3 de mayo de 2018 | 14 de julio de 2018       | 19 de octubre de 2019 |
| Cuando Skipper consigue su primer trabajo de niñera, Barbie intenta ayudarle a hacer todo bien.                                                        |            |                                                                        |                   |                           |                       |
| 6 | 6          | «Viaje (LA)» «Road Trip»                                               | 3 de mayo de 2018 | 23 de junio de 2018       | 20 de octubre de 2019 |
| Barbie y sus amigas van de viaje a un festival de música en el que Daisy actuará, pero Daisy encuentra razones para detenerse en el camino.            |            |                                                                        |                   |                           |                       |
| 7 | 7          | «El pastel perfecto (LA)» «Picture Perfect Cake»                       | 3 de mayo de 2018 | 21 de julio de 2018       | 26 de octubre de 2019 |
| Cuando Barbie recibe una invitación para la Robot Con, Skipper queda a cargo de la planificación de la fiesta para el 20 aniversario de sus padres.    |            |                                                                        |                   |                           |                       |
| 8 | 8          | «El hada del tejado (LA)» «The Roof Fairy»                             | 3 de mayo de 2018 | 9 de junio de 2018        | 27 de octubre de 2019 |
| Barbie, Skipper y Stacie intentan hacer realidad a la imaginaria "Hada de los tejados" de Chelsea.                                                     |            |                                                                        |                   |                           |                       |

### Temporada 2: 2018
| N° (serie) | N° (temp.) | Título                                                                                | Emisión original         | Emisión en Hispanoamérica | Emisión en España |
| --- | ---------- | ------------------------------------------------------------------------------------- | ------------------------ | ------------------------- | ----------------- |
| 9 | 1          | «Tradición padre e hija (LA)» «Balancing Act»                                         | 12 de septiembre de 2018 | 11 de septiembre de 2018  | —                 |
| Cuando Barbie siente que está demasiado grande para la tradición padre e hija, decide pasarle su tradición a Chelsea.                                                       |            |                                                                                       |                          |                           |                   |
| 10 | 2          | «La vida puede ser un sueño (LA)» «Life Can Be a Dream»                               | 12 de septiembre de 2018 | 22 de septiembre de 2018  | —                 |
| Barbie tiene un sueño extraño mientras intenta decidir qué carrera elegir.                                                                                                  |            |                                                                                       |                          |                           |                   |
| 11 | 3          | «Trey y los caballos (LA)» «Trey Is for Horses»                                       | 12 de septiembre de 2018 | 15 de septiembre de 2018  | —                 |
| Cuando Barbie descubre que Duchess, la yegua, está a punto de ser vendida, ella y Stacie elaboran un plan para impresionar a los dueños.                                    |            |                                                                                       |                          |                           |                   |
| 12 | 4          | «La historia de la casa de los sueños de los perritos (LA)» «A Dreamhouse Puppy Tale» | 12 de septiembre de 2018 | 1 de septiembre de 2018   | —                 |
| Chelsea le cuenta a su familia un cuento antes de dormir sobre la vida secreta de sus perritos y de cómo defendieron la casa de los sueños de dos villanos muy inesperados. |            |                                                                                       |                          |                           |                   |
| 13 | 5          | «El tiempo lo dirá (LA)» «Time Will Tell»                                             | 12 de septiembre de 2018 | 1 de septiembre de 2018   | —                 |
| Mientras prueban una nueva habitación de escape con sus amigas, Barbie y Ken se separan del grupo y terminan en su propia aventura en una cueva misteriosa.                 |            |                                                                                       |                          |                           |                   |
| 14 | 6          | «Golf para perritos (LA)» «Putts for Pups»                                            | 12 de septiembre de 2018 | 4 de noviembre de 2018    | —                 |
| Barbie ayuda a Chelsea a organizar un torneo de golf en miniatura que involucra a todo el vecindario, incluida la poco amigable familia Reardon.                            |            |                                                                                       |                          |                           |                   |
| 15 | 7          | «Misión múltiple (LA)» «Pied Pupper»                                                  | 12 de septiembre de 2018 | 11 de noviembre de 2018   | —                 |
| Cuando Barbie acepta ayudar a Nikki, Ken y Chelsea el mismo día, descubre que ella es la que necesita pedir ayuda.                                                          |            |                                                                                       |                          |                           |                   |
| 16 | 8          | «Un día en la playa (LA)» «A Day at the Beach»                                        | 12 de septiembre de 2018 | 25 de noviembre de 2018   | —                 |
| Barbie y Trey compiten para ver quién consigue el mejor lugar en la playa.                                                                                                  |            |                                                                                       |                          |                           |                   |

### Temporada 3: 2019
| N° (serie) | N° (temp.) | Título                                                                                                 | Emisión original      | Emisión en Hispanoamérica | Emisión en España |
| --- | ---------- | --- | --------------------- | ------------------------- | ----------------- |
| 17 | 1          | «Una situación delicada (LA)» «A Delicate Situation»                                                   | 14 de febrero de 2019 | 6 de enero de 2019        | —                 |
| Barbie intenta ayudar a Renee a encontrar un talento para impresionar a su familia en China, pero no se atreve decirle que sus talentos no son muy buenos realmente.                          |            | |                       |                           |                   |
| 18 | 2          | «Virtualmente famosas (LA)» «Virtually Famous»                                                         | 14 de febrero de 2019 | 14 de enero de 2019       | —                 |
| Barbie y sus amigas se dejan llevar por la popularidad de internet después de que una publicación de un vídeo absurdo se vuelva viral y descubren que ser famosa no es tan bueno como parece. |            | |                       |                           |                   |
| 19 | 3          | «Todos los perros van a la playa (LA)» «All Dogs Go to the Beach»                                      | 14 de febrero de 2019 | 7 de enero de 2019        | —                 |
| Cuando a los perros se les prohíbe la entrada a la playa, Barbie y Nikki deciden luchar contra el ayuntamiento.                                                                               |            | |                       |                           |                   |
| 20 | 4          | «La balada en Willows (LA)» «Ballad of Windy Willows»                                                  | 14 de febrero de 2019 | 21 de enero de 2019       | —                 |
| Barbie y Daisy hacen un viaje a Willows, Wisconsin, la ciudad natal de Barbie, donde Barbie debe salvar la posada de su tía Adele.                                                            |            | |                       |                           |                   |
| 21 | 5          | «Cambio de habitaciones (LA)» «Room Swap»                                                              | 14 de febrero de 2019 | 28 de enero de 2019       | —                 |
| Cuando Stacie y Skipper se pelean, Barbie se ofrece a cambiar de habitación con ellas. |            | |                       |                           |                   |
| 22 | 6          | «Escapada (LA)» «Getaway and Got Away»                                                                 | 14 de febrero de 2019 | 4 de febrero de 2019      | —                 |
| En vez de disfrutar de un relajante fin de semana en un spa con sus amigos, Ken y Barbie terminan en aventura alocada para impedir que el nieto de la dueña se meta en problemas.             |            | |                       |                           |                   |
| 23 | 7          | «Espía total (LA)» «Totally Spying»                                                                    | 14 de febrero de 2019 | 11 de febrero de 2019     | —                 |
| Cuando Trey se lastima en la casa de los Roberts, y la familia se comporta de forma amble con él, Barbie se da cuenta de que Trey podría estar tramando algo.                                 |            | |                       |                           |                   |
| 24 | 8          | «Barbie Roberts: Sirena encubierta - primera parte (LA)» «Barbie Roberts: Undercover Mermaid - Part 1» | 14 de febrero de 2019 | 18 de febrero de 2019     | —                 |
| Mientras Barbie y sus amigas intentan impresionar al ídolo de la moda de Nikki en una Convención de Sirenas, las hermanas de Barbie se convierten en sospechosas de una situación misteriosa. |            | |                       |                           |                   |
| 25 | 9          | «Barbie Roberts: Sirena encubierta - segunda parte (LA)» «Barbie Roberts: Undercover Mermaid - Part 2» | 14 de febrero de 2019 | 25 de febrero de 2019     | —                 |
| Con sus hermanas en problemas por una broma que salió mal, Barbie debe demostrar su inocencia y atrapar al verdadero ladrón, mientras lleva puesto un disfraz de sirena.                      |            | |                       |                           |                   |
| 26 | 10         | «Juicio canino (LA)» «A Dog's Day in Court»                                                            | 14 de febrero de 2019 | 4 de marzo de 2019        | —                 |
| Barbie debe descubrir quién es está detrás de la repentina invasión de pulgas en Malibú, para evitar que su familia sea desalojada.                                                           |            | |                       |                           |                   |

### Temporada 4: 2019
| N° (serie) | N° (temp.) | Título                                                                             | Emisión original       | Emisión en Hispanoamérica | Emisión en España |
| --- | ---------- | ---------------------------------------------------------------------------------- | ---------------------- | ------------------------- | ----------------- |
| 27 | 1          | «" Misterio Sirena Misterio: Parte 1 " (LA)» «Magical Mermaid Mystery: Part 1»     | 7 de noviembre de 2019 | 3 de mayo de 2020         | 3 de mayo de 2020 |
| La familia comienza a planificar sus vacaciones cuando George es invitado a filmar un documental de ballenas en Costa Rica. Mientras tanto, Barbie se compromete a un trabajo de verano.             |            |                                                                                    |                        |                           |                   |
| 28 | 2          | «" Misterio mágico de la sirena: parte 2 " (LA)» «Magical Mermaid Mystery: Part 2» | 7 de noviembre de 2019 | 3 de mayo de 2020         | 3 de mayo de 2020 |
| Barbie está a cargo de los preparativos para el primer ensayo de show, pero tener esa responsabilidad no es fácil. En Costa Rica, las chicas buscan una cueva secreta.                               |            |                                                                                    |                        |                           |                   |
| 29 | 3          | «" Misterio mágico de la sirena: parte 3 " (LA)» «Magical Mermaid Mystery: Part 3» | 7 de noviembre de 2019 | 3 de mayo de 2020         | 3 de mayo de 2020 |
| Mientras las chicas buscan a una sirena desaparecida en Costa Rica, Barbie intenta cerrar una fiesta en su casa y se embarca en una misión submarina con Ken.                                        |            |                                                                                    |                        |                           |                   |
| 30 | 4          | «" Misterio de la sirena mágica: Parte 4 " (LA)» «Magical Mermaid Mystery: Part 4» | 7 de noviembre de 2019 | 3 de mayo de 2020         | 3 de mayo de 2020 |
| Los Roberts se embarcan en una aventura improvisada. Barbie y la pandilla investigan un caso que involucra ostras y al Sr. Pearlman.                                                                 |            |                                                                                    |                        |                           |                   |
| 31 | 5          | «" Triunfo de hermana " (LA)» «Sister Class Act»                                   | 7 de noviembre de 2019 | 3 de mayo de 2020         | 3 de mayo de 2020 |
| Con comienzos difíciles para el año escolar, Barbie se reúne con una vieja amiga competitiva y Stacie intenta destacarse por sí misma. .                                                             |            |                                                                                    |                        |                           |                   |
| 32 | 6          | «" Caso Perdido " (LA)» «Basket Case»                                              | 7 de noviembre de 2019 | 3 de mayo de 2020         | 3 de mayo de 2020 |
| Cuando Barbie intenta jugar baloncesto por primera vez, Chelsea se une al equipo de fútbol. Más tarde, ambas hermanas aprenden una lección sobre no darse por vencidas.                              |            |                                                                                    |                        |                           |                   |
| 33 | 7          | «" El dilema del Baile de Barbie " (LA)» «Barbie's Dance Dilemma»                  | 7 de noviembre de 2019 | 3 de mayo de 2020         | 3 de mayo de 2020 |
| Las audiciones para tocar en el baile de la escuela se calientan mientras Barbie tiene sentimientos encontrados cuando acepta ayudar a Ken.                                                          |            |                                                                                    |                        |                           |                   |
| 34 | 8          | «" Mamá trabajadora " (LA)» «Working Mom»                                          | 7 de noviembre de 2019 | 3 de mayo de 2020         | 3 de mayo de 2020 |
| Cuando Margaret considera aceptar un ascenso en el trabajo, Barbie y las chicas piensan en maneras de demostrarle que cuenta con el apoyo de la familia. Chelsea esconde un secreto de cuatro patas. |            |                                                                                    |                        |                           |                   |
| 35 | 9          | «" Algo prestado " (LA)»                                                           | 7 de noviembre de 2019 | 3 de mayo de 2020         | 3 de mayo de 2020 |
| Cuando George le pide a Barbie que cuide el regalo de aniversario de Margaret, ella lo extravía en una chaqueta y debe recuperarlo con la ayuda de Skipper.                                          |            |                                                                                    |                        |                           |                   |
| 36 | 10         | «" Grupo Abierto " (LA)»                                                           | 7 de noviembre de 2019 | 3 de mayo de 2020         | 3 de mayo de 2020 |
| Trey se queda con los Roberts cuando sus padres se olvidan de llevarlo a un crucero. Barbie se siente excluida cuando sus amigos comienzan a pasar tiempo con Skipper.                               |            |                                                                                    |                        |                           |                   |
| 37 | 11         | «" La Familia del año "»                                                           | 7 de noviembre de 2019 | 3 de mayo de 2020         | 3 de mayo de 2020 |
| Los Roberts participan en el concurso de la Familia del Año de Malibu contra los Reardons, que han ganado el título durante una década, pero esta vez no faltan las sorpresas.                       |            |                                                                                    |                        |                           |                   |
| 38 | 12         | «" Los Juegos Deportivos: Parte 1 " (LA)»                                          | 7 de noviembre de 2019 | 3 de mayo de 2020         | 3 de mayo de 2020 |
| Barbie y Skipper se unen para un proyecto de servicio comunitario masivo que involucra el parque acuático, pero Skipper esta distraída con otros planes.                                             |            |                                                                                    |                        |                           |                   |
| 39 | 13         | «" Los Juegos Deportivos: Parte 2 " (LA)»                                          | 7 de noviembre de 2019 | 3 de mayo de 2020         | 3 de mayo de 2020 |
| Después de que un terremoto que afecta la biblioteca del vecindario, Barbie y Skipper renuevan su sentido de comunidad y se ponen un nuevo objetivo.                                                 |            |                                                                                    |                        |                           |                   |